# Rue de l'Ermitage (Paris)
Pour les articles homonymes, voir Rue de l'Ermitage.
 (septembre 2023).
Si vous disposez d'ouvrages ou d'articles de référence ou si vous connaissez des sites web de qualité traitant du thème abordé ici, merci de compléter l'article en donnant les références utiles à sa vérifiabilité et en les liant à la section « Notes et références ».
La rue de l'Ermitage est une rue située dans le 20e arrondissement de Paris, en France.

## Situation et accès
Elle débute 105, rue de Ménilmontant et se termine 25, rue Olivier-Métra.

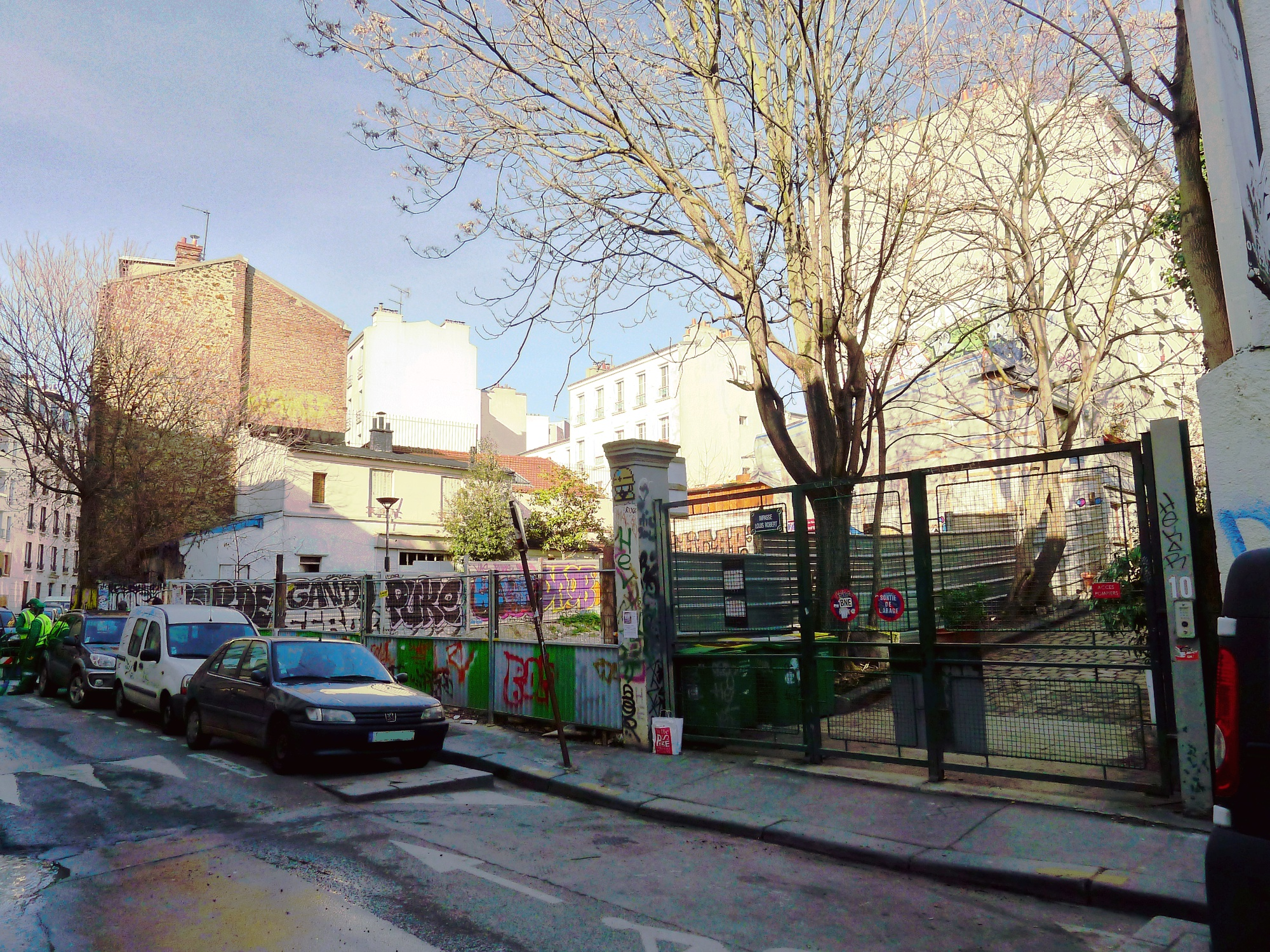
Rue au niveau de l'impasse Louis-Robert.

## Origine du nom
Cette voie tiendrait son nom du lieu-dit L'Ermitage où se trouvait le parc de l'Ermitage qui fut détruit à la Révolution française.

## Historique
La partie située entre les rues de Ménilmontant et du Guignier est tracée sur le plan cadastral de 1812 de la commune de Belleville sous sa dénomination actuelle.
Classée dans la voirie parisienne en vertu du décret du 23 mai 1863, elle est prolongée en 1867 jusqu'à la rue des Rigoles, lors de la création du marché de Belleville dont elle forme une des rues du pourtour en absorbant la cité des Rigoles.
Elle est une nouvelle fois prolongée en 1883 jusqu'à la rue Olivier Métra en absorbant le passage Pannier qui tenait son nom de celui de l'ancien propriétaire du terrain, Auguste Pannier.

## Bâtiments remarquables et lieux de mémoire
- No 19 : immeuble néo-gothique, construit en 1906. On voit sur la façade une inscription :  C. Caron./ Arcte et sculp / 1906. Ce qui signifie: architecte et sculpteur.